# Bad Sooden-Allendorf
Bad Sooden-Allendorf är en kommun och ort i Werra-Meissner-Kreis i Regierungsbezirk Kassel i förbundslandet Hessen i Tyskland. Allendorf och Bad Sooden gick samman 1929
Den tidigare kommunen Ahrenberg uppgick i Bad Sooden-Allendorf 1 september 1970 följt av Dudenrode, Ellershausen, Hilgershausen, Kleinvach, Oberrieden, Orferode och Weiden 1 januari 1972 samt Kammerbach 1 januari 1974.